# Стандартный электродный потенциал
В электрохимии стандартный электродный потенциал, обозначаемый Eo, E0, или {\displaystyle E^{\ominus }}, является мерой индивидуального потенциала обратимого электрода (в равновесии) в стандартном состоянии, которое осуществляется в растворах при эффективной концентрации в 1 моль/л и в газах при давлении в 1 атмосферу или 100 кПа (килопаскалей). Объёмы чаще всего взяты при 25 °C. Основой для электрохимической ячейки, такой, как гальваническая ячейка, всегда является окислительно-восстановительная реакция, которая может быть разбита на две полуреакции: окисление на аноде (потеря электрона) и восстановление на катоде (приобретение электрона). Электричество вырабатывается вследствие различия электростатического потенциала двух электродов. Эта разность потенциалов создаётся в результате различий индивидуальных потенциалов двух металлов электродов по отношению к электролиту.

## Вычисление стандартных электродных потенциалов
Электродный потенциал не может быть получен эмпирически. Потенциал гальванической ячейки вытекает из «пары» электродов. Таким образом, невозможно определить величину для каждого электрода в паре, используя эмпирически полученный потенциал гальванической ячейки. Для этого установлен водородный электрод, для которого этот потенциал принят равным 0,00 В, и любой электрод, для которого электродный потенциал ещё неизвестен, может быть соотнесён со стандартным водородным электродом с образованием гальванической ячейки — и в этом случае потенциал гальванической ячейки даёт потенциал неизвестного электрода.
Так как электродные потенциалы традиционно определяют как восстановительные потенциалы, знак окисляющегося металлического электрода должен быть изменён на противоположный при подсчёте общего потенциала ячейки. Также нужно иметь в виду, что потенциалы не зависят от количества передаваемых электронов в полуреакциях (даже если оно различно), так как они рассчитаны на 1 моль переданных электронов. Отсюда при расчёте какого-либо электродного потенциала на основании двух других следует проявлять внимательность.
Например:
Fe3+ + 3e− → Fe(тв) −0,036 В
Fe2+ + 2e− → Fe(тв) −0,44 В
Для получения третьего уравнения:
Fe3+ + e− → Fe2+ (+0,77 В)
следует умножить потенциал первого уравнения на 3, перевернуть второе уравнение(поменять знак) и умножить его потенциал на 2. Сложение этих двух потенциалов даст стандартный потенциал третьего уравнения.

## Таблица стандартных электродных потенциалов
Чем больше Eo, тем легче их можно восстановить (тем более сильными окислителями они являются). И наоборот: низкий отрицательный потенциал означает, что данная форма является сильным восстановителем. 
Например, F2 (Eo= 2,87 В) — окислитель, Li+ (Eo= −3,05 В) — восстановитель. Таким образом, Zn2+(Eo= −0,76 В), может быть окислен любым другим электродом, стандартный потенциал которого больше −0,76 В. (напр., H+(0 В), Cu2+(0,16 В), F2(2,87 В)) и может быть восстановлен любым электродом, стандартный потенциал которого меньше −0,76 В (напр., H−(−2,23 В), Na+(−2,71 В), Li+(−3,05 В)).

### Связь Eoс энергией Гиббса
В гальванической ячейке, где протекает самопроизвольная (энергия Гиббса носит "-" отрицательный характер) окислительно-восстановительная реакция заставляющая ячейку производить электрический потенциал и совершать работу во внешней цепи. Тогда  Энергия Гиббса ΔGo должна быть отрицательной и в соответствии со следующим уравнением, описывающем связь свободной энергии с работой электрического тока по переносу электричества, выражаться:
ΔGoяч = -nFEoяч
где n это количество молей электронов на моль продуктов, а F является постоянной Фарадея, ~96485 Кл/моль. Таким образом применимы следующие правила:
если Eoяч> 0, тогда процесс самопроизвольный (гальваническая ячейка)
если Eoяч< 0, тогда процесс несамопроизвольный (электролитическая ячейка)

## Нестандартные условия
Стандартные электродные потенциалы даны при стандартных условиях. Однако реальные ячейки действуют и при нестандартных условиях. При данном стандартном потенциале потенциал при нестандартных эффективных концентрациях может быть вычислен с использованием уравнения Нернста:
{\displaystyle E=E^{0}+{\frac {RT}{nF}}\ln {\frac {a_{\rm {Ox}}}{a_{\rm {Red}}}}}
Величины E0 зависят от температуры (кроме стандартного водородного электрода), концентрации и обычно относятся к стандартному водородному электроду при этой температуре. Для конденсированных фаз величины потенциалов также зависят от давления.